# Storo
Storo (Stòr in dialetto locale) è un comune italiano di 4 481 abitanti della provincia autonoma di Trento.

## Geografia fisica
Storo ridente e vago: ha per corona i monti e per confine il lago, recita una semplice rima popolare.
Storo è posto nella parte sud-occidentale del Trentino al confine con la Lombardia (situato a circa 409 m s.l.m.) dove la Strada statale 237 del Caffaro, che da Brescia porta a Madonna di Campiglio, si incrocia con la Strada Statale 240 di Loppio e Val di Ledro che collega la Valle del Chiese con la Valle di Ledro e con Riva del Garda fino al lago di Loppio terminando all'incrocio con la E45 a Rovereto.
Il territorio del comune di Storo è in effetti una piccola contrada, stretta tra rupi alte e scoscese e il lago d'Idro, verso il quale si estende e s'allarga una fertile campagna devastata nei secoli dalle correnti impetuose di fiumi e torrenti. È compreso nel bacino imbrifero montano del BIM del Chiese. È formato dagli abitati di Storo, Cà Rossa, 
Darzo, Lodrone, e Riccomassimo.
Geologicamente la piana di Storo è una piana alluvionale sopra la valle creata dal ritiro dei ghiacciai dell'ultima glaciazione Würm e occupata prima da un grande lago poi ridotto all'attuale lago d'Idro.

## Storia

### Preistoria, protostoria, i Romani e il Cristianesimo
Si sono trovate tracce di un abitato riferibile al periodo neolitico nella conca di San Lorenzo sulle pendici della Rocca Pagana di fianco al Dosso Cingol. Ci sono ritrovamenti riferibili all'Età del bronzo ancora a San Lorenzo e in località Nader (o Nar secondo la forma popolare del toponimo) e in alta quota presso malga Vacil e Dosso Rotondo (Doredont in versione locale). Qui sono stati ritrovati numerosi frammenti di ceramica che per le loro caratteristiche si possono far risalire a circa 3 500 anni fa al periodo corrispondente all'epoca delle palafitte di Ledro.
Verso il IV secolo a.C. i Galli Cenomani risalirono le valli alpine combattendo contro le popolazioni indigene degli Stoni. Ne deve essere seguita una convivenza inizialmente difficile, che portò lentamente a una popolazione abbastanza omogenea, tanto che i Romani li identificano con l'unica denominazione di Reti. Il sito archeologico di San Lorenzo conserva anche tracce di un villaggio retico che può essere ritenuto il primo nucleo abitato dell'antica Storo.
Al momento della conquista romana il territorio del lago d'Idro era abitato dalla tribù retica degli Edrani. Nel 118 a.C. il console Quinto Marcio Re compì la prima spedizione contro gli Stoni. L'occupazione definitiva si ebbe sotto l'impero di Augusto, nel corso della "guerra retica", nella quale l'imperatore impegnò i suoi due figliastri Druso maggiore e Tiberio. Durante l'occupazione romana, la Valle del Chiese appartenne al municipio di Brescia assieme al resto delle Giudicarie e al Basso Sarca. Il legame politico-amministrativo con Brescia durerà oltre 500 anni, fino cioè in piena epoca longobarda. Di epoca romana sono stati ritrovati oggetti in bronzo e qualche moneta e nel dialetto locale ci sono moltissimi termini che traggono origine dalla lingua latina.
Anche la religione cristiana, come le civiltà precedenti, entrò nella regione trentina risalendo a ritroso il corso dei fiumi: lungo i solchi dell'Adige, del Brenta, del Sarca e - per Storo - del Val del Chiese. Per raccogliere e ospitare il viandante lungo le impervie valli montane, soccorrere l'ammalato e il bisognoso, sorsero i primi centri di assistenza, semplici e familiari. Molti di questi luoghi, dopo Costantino, vennero dedicati al diacono (= servitore) Lorenzo. Ce n'era uno probabilmente anche sul colle di San Lorenzo di Storo, ove nel secolo XV la comunità fece erigere l'attuale chiesetta sul posto o in vicinanza di una precedente struttura religiosa e caritatevole, a fianco della strada che dalla Valle del Chiese portava in Val di Ledro superando in quota la forra dell'Ampola. I primi missionari arrivarono nel periodo in cui a Trento è vescovo Vigilio, a Milano Ambrogio. San Vigilio estese il confine della diocesi tridentina verso le Giudicarie. Il toponimo Rocca Pagana documenta la tardiva evangelizzazione di Storo, situato allora proprio alle pendici di quel monte. La dedicazione della chiesa di Storo a San Floriano martire collega invece la cristianizzazione del paese ad un culto diffuso in epoca tardo-romana.

### Le invasioni barbariche
Sono scarse le notizie certe sulle invasioni barbariche nella zona, ma qualcosa si può congetturare e dedurre con sufficiente sicurezza dai fatti più noti che interessano l'Italia settentrionale. Nel 451 Attila pone il suo accampamento nei pressi del lago di Garda, mentre orde dei suoi unni risalivano le valli alpine in cerca di preda: non è fantasia pensare che attraverso la Valle Sabbia qualcuno sia arrivato fino alla piana a nord del lago d'Idro. Con la discesa dei longobardi in Italia, nel 568, inizia un periodo di oltre duecento anni che è importantissimo per la storia della Valle del Chiese. Il loro regno, la cui capitale era a Pavia, era diviso in ducati. La Valle del Chiese rimase legata inizialmente alle sorti delle terre bresciane. Ogni ducato era diviso in contee (o gastaldie) e in circoscrizioni minori dette plebes (pievi). In epoca medioevale il territorio di Storo, Darzo e Lodrone appartenne alla pieve di Condino, oggi sede decanale.
La Valle del Chiese, come del resto le Giudicarie, non rientrava inizialmente nel ducato di Trento, pur facendo parte, fino dal tempo del vescovo Vigilio, della diocesi tridentina. Durante il VII secolo il Ducato di Trento assorbe nel proprio complesso amministrativo la Judicaria Summa Laganensis, una suddivisione che col Sommolago del Garda comprendeva la Valle del Sarca e la Valle del Chiese. Storo divenne così terra di confine facendo riferimento all'ambito tedesco, al quale è legata con Trento, ma mantenendo gli antichi e naturali legami economici con le terre della Padana. Il re longobardo Desiderio aveva fondato in Brescia il monastero di San Salvatore, detto poi di Santa Giulia, di cui fu prima badessa sua figlia Ansberga che aveva preso il velo sotto la regola di San Benedetto, e lo aveva dotato di possedimenti sulle montagne di Storo che furono successivamente confermati dagli imperatori germanici Lotario nell'837 e Ottone I nel 926. Ne sorse una lite secolare riguardante il possesso dell'ampia zona compresa tra Lorina e l'Alpo, comprendente tutto il bacino del Rio Torto e la Valle del Comune che cessò in seguito ad un atto nel 1747 ratificato dall'aulico imperial consiglio di Vienna, col quale il monastero donava quei boschi e pascoli agli uomini di Storo e di Bondone. Il territorio controverso forma oggi il Comune Catastale di Bondone Storo, nel territorio amministrativo del Comune di Bondone e composto da quattro particelle fondiarie di cui due di proprietà del Comune di Storo e due del Comune di Bondone. Al monastero di Brescia è collegato anche il convento di Santa Giulia di Lodrone. Le monache benedettine, i fratelli di San Benedetto e il limitato clero locale furono benemeriti per la zona, non solo per la bonifica della campagna a nord del lago, ma anche per l'organizzazione ospedaliera ed assistenziale.
Nel 774 alla dominazione longobarda subentrò quella franca: il Trentino, e con esso la Valle del Chiese, cessò di essere terra di confine e divenne zona centrale dell'immenso impero che Carlo Magno aveva costruito in Europa e la Valle del Chiese divenne una via di comunicazione fra il mondo latino e il mondo germanico riunificati dai franchi, accanto a quelle più importanti dell'Adige e del Sarca. Gli imperatori Federico Barbarossa nel 1166 ed Enrico VII nel 1311 sfruttarono anche la direttrice del Chiese. Il legame col Nord Europa fu rafforzato nel 962, quando il Trentino fu aggregato al regno di Germania e da quel momento anche la storia politica ed amministrativa della Valle del Chiese rimarrà indissolubilmente legata alle vicende tedesche fino al 1918. Prima indirettamente, attraverso il principato vescovile, la cui fondazione avvenne nel 1004, poi, a cominciare dal 1802, direttamente, come parte integrante dell'Impero austro-ungarico. Per oltre 800 anni essa vedrà unito nel vescovo il potere politico e il potere religioso.

### I primi documenti scritti su Storo, Darzo e Lodrone
Sono posteriori all'anno 1000 i primi documenti scritti che parlano dei paesi dell'attuale Comune di Storo. Il più antico, risalente proprio all'anno 1000, contiene un invito che le genti abitanti a nord del lago d'Idro rivolsero ad alcuni monaci benedettini affinché venissero a fondare un monastero sul Pian d'Oneda. Un secondo documento del 1086 riferisce che i vicini di Lodrone, Onesio e Villa del Ponte affittarono a quelli di Anfo alcuni pascoli presso il Caffaro e il diritto di pesca sul lago. Alcuni storici, al posto di Onesio, leggono e scrivono Drusio, Darvo o Darzo. In tal caso le due frazioni del Comune di Storo troverebbero qui affermata la loro esistenza. Villa del Ponte potrebbe identificarsi con Villo, situato allora tra Storo e Darzo, poi chiamato nei documenti "Ponte di Storo" e oggi "Ponte di Casa Rossa" e lì vicino c'è ancora oggi la località Villo (sopravillo e sottovillo). Storo compare invece nei documenti solo 34 anni dopo. Tra il 1124 e il 1220 il toponimo si legge nei documenti con diverse varianti: Setorium, Sutorum, Subtaurum, Setourum, Setaurum, Sitourum. Quattro storesi ("de Setorio") sono nominati come testimoni in un documento che riporta l'accordo stipulato ne 1124 tra il vescovo di Trento ed alcuni abitanti di Riva.
Per sei volte si trovano poi citate persone di Storo nei documenti del "Codice Vanghiano": nel 1161. "Stor" e "Storro" sono forme posteriori ricorrenti nei documenti in volgare degli archivi fino al 1800 quando appare la forma attuale "Storo". "Taur" in gallico significa rupe, monte. Sub-Taur, ossia "sotto il monte", bene risponde alla originale posizione di Storo, ai piedi della Rocca Pagana dove si formarono i primi agglomerati di case lungo i piccoli corsi d'acqua, che discendono dalla Rocca Pagana, il Proäs e il Dòs, lungo il corso dei quali la gente poteva attingere acqua, portare ad abbeverare il bestiame, sistemare mulini ed officine. Qualcosa di analogo accadde anche a Darzo e Lodrone, posto l'uno sul conoide formato dal Rio Carbonare e dal Rio Capre, l'altro su quello del torrente Santa Barbara.
Il 24 agosto 1189 il vescovo di Trento Corrado II di Beseno, il predecessore del Vanga, affidò in feudo il castello di Lodrone a tredici uomini de "Setauro". L'infeudazione era stata preceduta, il 4 giugno, da un accordo giurato nella chiesa di San Floriano di Storo: erano presenti 14 viri illustres del paese, rappresentanti di sette famiglie. (Da qui le sette torri dello stemma comunale?). Tredici di questi si obbligarono ad aiutarsi vicendevolmente per ottenere l'infeudazione di tutti i beni dati a Calapino di Lodrone. I signori di Storo appartenenti a sette nobili famiglie scompaiono di scena, mentre invece i conti Lodron diventano sempre più potenti fino a essere una delle più importanti famiglie feudatarie del Trentino.

### Le antiche comunità
La storia dei paesi di Storo, Darzo, Lodrone e Riccomassimo che compongono ora il comune di Storo è intrecciata con la storia dei conti Lodron, ma con forme diverse di autogoverno. Storo ebbe proprie regole scritte di autogoverno (Statuti), confermate dal principe vescovo di Trento, soltanto a partire dal 1480, ma l'autonomia di questa comunità è testimoniata fin dai primi anni del Trecento e comunque mai essa fu legata ai Lodron da rapporti feudali. I primi Statuti di Darzo sono invece del 1445. Essi furono approvati e divulgati dai Lodron, alla cui contea Darzo apparteneva. Sorte ben diversa toccò agli abitanti di Lodrone, che furono sempre sudditi dei vicini signori feudali e mai possedettero un territorio "comune" e propri Statuti. Per questa ragione, mentre i territori montani di Storo e a Darzo sono terre di natura di uso civico, ciò a Lodrone è limitato a un'area ristretta di fondo valle. L'intera montagna di Tonolo nel territorio catastale di Lodrone era proprietà dei conti Lodron che poi la vendettero ai lodronesi che si costituirono in un'apposita “società acquirenti”. Negli anni ottanta il Comune di Storo acquistò quasi tutte le quote con l'intenzione di divenirne proprietario esclusivo e consegnare la montagna ai lodronesi con vincolo di uso civico, come la storia ha voluto per Storo e Darzo.
Nel 1636 con decreto del principe vescovo Carlo Emanuele Madruzzo (1629 – 1658) Storo venne elevato al rango di "borgo". Lo stesso principe vescovo nel 1648 concesse a Storo di avere un proprio vicario che poteva giudicare nelle cause civili fino ad un determinato importo. I privilegi vescovili sopra citati misero una pietra definitiva sopra il grave delitto compiuto nel 1491 da alcuni giovani storesi che avevano ucciso e bruciato il sacerdote Giacomo che teneva la cura d'anime locale.
In epoca napoleonica anche le comunità di Storo e di Darzo, intese come gestione autonoma di un territorio, furono abolite e sub entrarono i nuovi enti comunali di Storo e di Darzo con Lodrone. Lodrone fu frazione di Darzo fino al 1910, quando divenne Comune autonomo. Con regio decreto del 1º gennaio 1928 il Comune di Storo ebbe aggregati anche quelli di Darzo Lodrone e Bondone. Nel 1953 Bondone riebbe la sua autonomia comunale.

### Commerci e paure attorno al fiume
Il legname era un'importante fonte di ricchezza delle montagne a proprietà collettiva degli storesi e dei darzesi. Ma anche il fiume Chiese costituiva una ricchezza particolare, poiché per quattro secoli, dal Quattrocento all'Ottocento il trasporto del legname avveniva mediante fluitazione e da qui passava il legname delle Pievi di Condino e di Bono e bisognava pagare il dazio.
Nel triennio 1756 -1758 la piana di Storo fu colpita da tre inondazioni che la mise in ginocchio. I contadini non riuscirono a riparare gli argini danneggiati dalla prima inondazione in tempo per trattenere l'ondata del settembre dell'anno successivo, quando "per tutta la nostra bella Campagna niuna parte ecetuata scoreva laqua all'altezza di un homo sembrando la sfortunata non già campagna ma un profondo largo e longo navigabile lago". Sono parole tolte dalla relazione che i sudditi di Storo rivolsero al governo di Vienna per ottenere lo sgravio dalle "steore" (tasse e imposte). La piena del luglio dell'anno successivo completò l'opera, rendendo incolta un quarto della fertile campagna. Una nuova catastrofe capitò il 7 novembre e 8 novembre 1906. Straripò per primo il Caffaro che sfondò il ponte di confine, abbatté le muraglie del palazzo Lodron e invase la campagna unendosi alla corrente del rio S. Barbara formando un unico grande flusso che travolse anche il ponte di Formighèr. Molto maggiori furono i danni provocati dal Palvico con il rio Proäs e rio Dòs e dal Chiese. Il sindaco di Storo Ermenegildo Scaglia scrisse desolato alla Camera dei deputati di Vienna: "Con ciò non andrà guari che quest'intera plaga di campagna verrà ridotta ad una vera palude e la brava e laboriosa popolazione di Storo sarà costretta ad emigrare in massa per sottrarsi alla miseria e alla malaria". Un grande progetto di arginatura non ebbe seguito, perché si scatenò la prima guerra mondiale. A guerra finita lo Scaglia ripropose l'opera alla burocrazia italiana. Gli argini furono lentamente rinforzati e furono a più riprese abbassati i letti del Chiese e del Palvico, prima per intervento del ministero romano e poi del governo regionale. L'alluvione del 1966 (nota come Alluvione di Firenze) vide il torrente Palvico rompere gli argini e il Rio Proess uscire dall'intubamento sotto piazza di Spenigol e scorrere in via Garibaldi, ma i danni furono contenuti.
Oggi le acque del Chiese sono trattenute e regolate dalle potenti dighe dell'Enel di Bissina, Boazzo, Murandin e Cimego Vedi alla voce fiume Chiese i dati sui grandi impianti idroelettrici degli anni 50.

### Terra di frontiera e campo di battaglia
La terra di Storo è stata per secoli terra di confine. Numerosi furono i passaggi di eserciti che scendevano alla Pianura Padana o salivano verso le terre tedesche. All'inizio furono squadroni scomposti di mercenari, guidati da audaci condottieri di ventura come i già citati Gattamelata e Piccinino, che usarono la strada del Chiese come sicura scorciatoia per sfuggire al nemico o per raggiungere i luoghi da conquistare e saccheggiare. Ad essi seguiranno le schiere ordinate della Repubblica di Venezia, i drappelli di Napoleone e poi ancora, in pieno Risorgimento, l'accozzaglia dei Corpi Franchi del 1848 e la truppa multicolore dei garibaldini nel 1866, fino all'entrata in terra tirolese delle truppe italiane negli ultimi giorni del maggio 1915.
I più antichi episodi sono narrati nelle "Memorie per servire alla storia delle Giudicarie", scritte dal più insigne studioso storese, il cappuccino Padre Cipriano Gnesotti; i più recenti sono stati esplorati dai ricercatori della Cooperativa "Il Chiese" e presentati sulla rivista di storia locale "Passato Presente". Nel settembre del 1438 la piana fu attraversata da 2 000 fanti e 3 000 cavalieri del Gattamelata, condottiero al servizio di Venezia contro Milano, durante la memorabile marcia Brescia - Durone - Verona compiuta in soli quattro giorni. L'esercito di Milano entrò invece in Valle del Chiese l'anno dopo, al comando di Taliano Furlano, ma fu battuto da Paride Lodron, alleato di Venezia: dopo due giorni di lotte accanite, oltre 1 000 cadaveri giacevano sul campo di battaglia e oltre 500 furono i prigionieri gettati nei sotterranei delle fortezze lodroniane; vano risultò il successivo tentativo dell'esercito milanese del Piccinino di punire l'indomito Paride.
Il 12 settembre del 1484 il conte Paride Lodron muovendo da Castel Romano con 200 soldati assedia e conquista la bastia di Storo costruita venti anni prima dagli storesi sul Dos Cingol (vicino all'attuale chiesetta di San Lorenzo). Nel 1487 le truppe veneziane occupano Storo che viene poi restituito al principe vescovo di Trento con un trattato di pace, che costringe gli storesi a radere al suolo la bastia.
Venezia aveva dunque fatto la sua comparsa nel territorio del lago d'Idro. A vigilare il confine con le Giudicarie, tra il 1450 e il 1490 la Serenissima edificò la Rocca d'Anfo.
Nel 1526 la valle fu visitata dai lanzichenecchi diretti verso la Città Santa, dove si abbandonarono al memorabile saccheggio che è passato alla storia come "Sacco di Roma". La truppa scomposta dei luterani era guidata da Georg Von Frundsberg, un cognato dei Lodron. Superate le Alpi, il condottiero evitò i passaggi del Garda e dell'Adige, occupati dal nemico, e puntò sul territorio bresciano attraverso le montagne che sovrastano il Chiese e il lago d'Idro.
Dopo questi tumultuosi avvenimenti, questa zona conobbe una sostanziale tranquillità fino alla comparsa di Napoleone nel 1796, quando i suoi soldati, dopo aver battuto a più riprese quelli piemontesi ed austriaci ed aver calpestato la neutralità veneziana, attaccarono direttamente l'Austria dirigendosi verso il Trentino. I soldati entrarono a Storo la mattina del 13 agosto e saccheggiarono il paese, Bonaparte entrò il 16 agosto scortato da 400 dragoni e vi tenne un banchetto al quale partecipò una cinquantina di ufficiali francesi che studiarono accuratamente i piani per l'occupazione del Trentino. Nei venti anni che seguirono Storo cambiò padrone più volte: ai francesi successero per tre volte gli austriaci, quindi la zona fu aggregata prima al regno di Baviera, poi al regno d'Italia, infine definitivamente al Tirolo e all'Austria. Dopo la parentesi napoleonica gli austriaci s'insediarono per la prima volta anche in Valle Sabbia così che il Caffaro non fu più linea di confine per alcuni decenni, fino cioè alla conclusione della seconda guerra d'indipendenza nel 1859. Nel 1848 avvenne la spedizione dei Corpi Franchi composto da volontari che inseguivano un battaglione austriaco in ritirata dalla Valle Sabbia diretto a Trento. Al primo passaggio agli inizi d'aprile i patrioti italiani superarono di corsa i paesi, ma nel ritorno, dopo la sconfitta loro inflitta a Toblino, si ritirarono verso Brescia nel disordine più assoluto e gettarono nello sgomento questa terra di confine. La piana tra Storo e il lago d'Idro fu per alcuni mesi terra di nessuno.
Nel luglio del 1866 arrivò Garibaldi che fissò il quartier generale nel palazzo di Francesco Cortella (ora sede del municipio di Storo) dal 14 al 24 luglio da dove diresse l'Assedio del Forte d'Ampola il 19 luglio e la battaglia di Bezzecca del 21 luglio. Torna a Storo dall'8 al 10 agosto. Il 9 agosto mentre si trova a Bezzecca in ispezione delle linee avanzate ricevette l'ordine del generale Alfonso La Marmora: "Considerazioni politiche esigono impietosamente la conclusione ...". Garibaldi rispose: "Ho ricevuto il dispaccio n. 1073. Obbedisco"
Sul finire del secolo, l'Austria, fortificò il famoso "catenaccio delle Giudicarie" che faceva capo ai forti di Lardaro. Il confine di stato del Caffaro cadde definitivamente il 24 maggio del 1915 quando l'Italia entrò in guerra contro l'Austria. Gli austriaci si erano da qualche giorno ritirati sulle posizioni fortificate, così che le truppe italiane entrano a Storo senza colpo ferire e fissano il quartier generale nel palazzo Bavaria ex residenza dei conti Lodron.

### La fine della società contadina
Dopo la prima guerra mondiale la vita tornò a scorrere nella piana di Storo come prima scandita dal ritmo delle stagioni e da un calendario agricolo tramandato di padre in figlio. In campagna si coltivavano granoturco, frumento, segale, orzo, soia, patate e fagioli destinati al sostentamento familiare. Fino al 1947 fu molto diffusa la coltivazione del baco da seta e per un decennio la coltivazione del tabacco. L'allevamento fu più diffuso che sviluppato in ragione del foraggio raccolto in campagna e nelle radure del bosco. All'inizio del Novecento si affacciò in zona l'idea della cooperazione, che svolse un'azione di servizio del mondo contadino ed aiutò la popolazione a combattere la miseria. Sorse per prima la Famiglia Cooperativa di Storo (1897), seguita nel 1902 dalle Casse Rurali di Storo e di Darzo e nel 1904 dal Consorzio Elettrico; più tardi la Famiglia Cooperativa di Darzo e il Caseificio Sociale di Storo.
La popolazione locale fu interessata dal fenomeno dell'emigrazione. Prima in forma abbastanza stabile a Venezia, nei secoli XVII e XVIII, quando s'era insediata in Laguna quella colonia di benestanti e generosi storesi che aveva dotato la chiesa di San Floriano di ricchi pezzi di argenteria; poi, nel secolo XIX, verso le terre di Lombardia e Piemonte per segare a mano i tronchi ricavandone assi; infine, a cavallo tra Ottocento e Novecento, al di là dell'Atlantico in gran parte nelle miniere di carbone di Cambria (Wyoming), un centro minerario dello stato dello Wyoming, sulle Montagne Rocciose. Dopo il primo conflitto mondiale cessò l'emigrazione, ma le condizioni economiche rimasero difficili e addirittura si aggravarono a causa della scelta del fascismo a favore di un'economia autarchica. Gli stabilimenti per l'estrazione della barite, presenti sulla montagna di Darzo e Storo fin dagli ultimi anni dell'Ottocento, convissero con l'attività agricola, che continuò ad essere la prevalente, portando un certo cambiamento di sistema soltanto a Darzo, attraverso l'indotto dei trasporti.
Il passaggio dalla società contadina a quella industriale avvenne nel secondo dopoguerra e fu determinato da due fattori esterni: l'arrivo in zona di fabbriche dalla Lombardia e la costruzione delle dighe e centrali idroelettriche sul Chiese tra il 1952 e il 1960. I due fenomeni portarono lavoro e denaro in tutte le famiglie. A Storo aprì per prima la Sapes, industria che opera nel settore metalmeccanico e che giunse ad impiegare fino a 150 operai favorendo il sorgere dell'indotto. Ad un certo punto il Comune di Storo risultò essere il più industrializzato del Trentino in rapporto al numero di abitanti. Lo sviluppo fu successivamente favorito dalla costruzione di una zona industriale a Storo e di una zona artigianale a Darzo.
La forte richiesta di manodopera provocò un'autentica rivoluzione economico-sociale: i contadini si trasformarono in operai e l'improvvisa disponibilità di denaro favorì uno sviluppo edilizio senza precedenti e spesso caotico. La montagna venne in un primo tempo abbandonata, i vecchi fienili ed i prati si degradarono. Torneranno ad essere frequentati e valorizzati negli anni '60 come luogo di villeggiatura estiva.
La campagna del fondovalle non fu mai abbandonata. Dopo l'arrivo delle fabbriche sorsero alcune piccole e moderne aziende per l'allevamento del bestiame e la gente nel tempo libero continuò a lavorare i suoi piccoli appezzamenti di terreno. Recentemente una cooperativa è riuscita a lanciare sul mercato la tipica farina gialla di Storo.

### Simboli
Stemma
Lo stemma comunale è stato concesso con regio decreto del 3 ottobre 1929.
(R.D. 03/10/1929)
Lo stemma viene inoltre così descritto nello statuto comunale:
(Art. 1 c. 4 dello Statuto comunale)
Nel 1189 il vescovo di Trento Corrado II di Beseno affidò in feudo il castello di Lodrone a tredici uomini de Setauro (Storo), viri illustres rappresentanti le sette famiglie a cui allude probabilmente lo stemma comunale con le sette torri quadrate, e da cui discende la nobile casa dei conti Lodron.
Gonfalone
Il gonfalone è stato approvato con deliberazione della Giunta provinciale n. 2416 del 21 settembre 2001.

## Monumenti e luoghi d'interesse

### Architetture religiose
- Chiesa di San Floriano.
- Chiesa di San Lorenzo Martire.
- Chiesa di Sant'Andrea.
- Chiesa di San Giovanni Nepomuceno, nella frazione di Darzo.
- Chiesa di San Michele Arcangelo, nella frazione di Darzo.
- Chiesa di San Carlo Borromeo, nella frazione di Riccomassimo.
- Ex chiesa di Santa Croce, nella frazione di Lodrone. In tempi recenti viene utilizzata come sala polifunzionale.
- Chiesa dell'Annunciazione di Maria, parrocchiale a  Lodrone
- Santuario del Nome di Maria, o della Madonna dell'Aiuto, a Lodrone

## Società

### Evoluzione demografica
Per tutti i comuni italiani in Wikipedia è pubblicato il grafico della evoluzione demografia secondo la serie storica dei censimenti decennali dal 1861. I comuni del Trentino sono entrati a far parte dell'Italia dopo la prima guerra mondiale del 1914  - 1918 e quindi i grafici sono limitati al periodo dal 1921 in poi.
L'Austria effettuò il primo censimento del Trentino il 31 dicembre 1869 e i successivi si svolsero rispettivamente il 31 dicembre degli anni 1880, 1890 1900 e 1910. È noto che i censimenti austriaci rilevavano soltanto la popolazione presente, mai la residente. I censimenti italiani furono eseguiti il 1º dicembre 1921, il 21 aprile 1936, il 4 novembre 1951, il 16 ottobre 1961, il 24 ottobre 1971, il 25 ottobre 1981, il 20 ottobre 1991 e il 21 ottobre 2001.
I dati dei censimenti austriaci sono stati presi da: P. Garone, "Serie storica della "popolazione presente" dal 1869 al 1951 per tutti i comuni della Provincia", in "La rivista economica" nn. 3 e 4, 1959.
In "P.U.P. studi e ricerche volume I demografia I-B metodologia e fonti" si fa "notare come i dati del censimento del 1921 pare siano stati rigonfiati artificialmente per ragioni politiche; nel censimento del 1936 i dati sembrano inficiati da errori derivanti dalla confusione creata dai rilevatori circa la popolazione dei soldati impegnati nella guerra d'Africa".
Con regio decreto 1º marzo 1928 n. 540 (G.U. 2 aprile 1928 n. 78) i comuni di Darzo, Lodrone e Bondone sono aggregati a quello di Storo. Con legge regionale 24 agosto 1953, n. 10 pubblicata sulla G.U. 28 agosto 1953 n. 15 viene ricostituito il comune di Bondone con la circoscrizione territoriale preesistente. La serie storica dei dati della popolazione residente e presente si riferisce all'attuale territorio del comune di Storo.
Vengono qui sotto riportati i grafici della serie storica dei cittadini residenti dal 1921 al 2001 come per gli altri comuni del Trentino e della serie storica dei cittadini presenti nel comune di Storo ai censimenti prima austriaci e poi italiani dal 1869 al 2001.
Abitanti censiti

## Cultura
A Storo ha sede l'Istituto comprensivo del Chiese "don Milani" con la scuola secondaria di primo grado (scuola media) di Storo e Pieve di Bono, e scuole primarie (scuole elementari) di Storo, Lodrone, Condino e Pieve di Bono per un totale di oltre 800 alunni.
Da oltre 20 anni è particolarmente attiva l'associazione di promozione sociale "Il Chiese".
Sul sito del comune di Storo è possibile consultare l'elenco delle associazioni culturali e sportive che operano a Storo.

### Orgoglio storese
Nino Scaglia poeta e cantore di Storo, nacque e visse a Storo facendo il farmacista, lo scrittore, il poeta e il commediografo di Storo e degli storesi. Mancò da Storo solo il tempo necessario per gli studi all'Università a Pavia, ma scrive "Non dimentico Storo. Pavia che per gli altri studenti è mamma, per me è sempre matrigna. Il mio cuore è sulla riva del Chiese.". Un caro amico conosciuto a Pavia gli propose di acquistare una grande farmacia in Lombardia abbandonando lo sconosciuto paesello della provincia trentina, ma Nino Scaglia rifiutò di lasciare il suo paese.

### Gastronomia

#### Polenta gialla

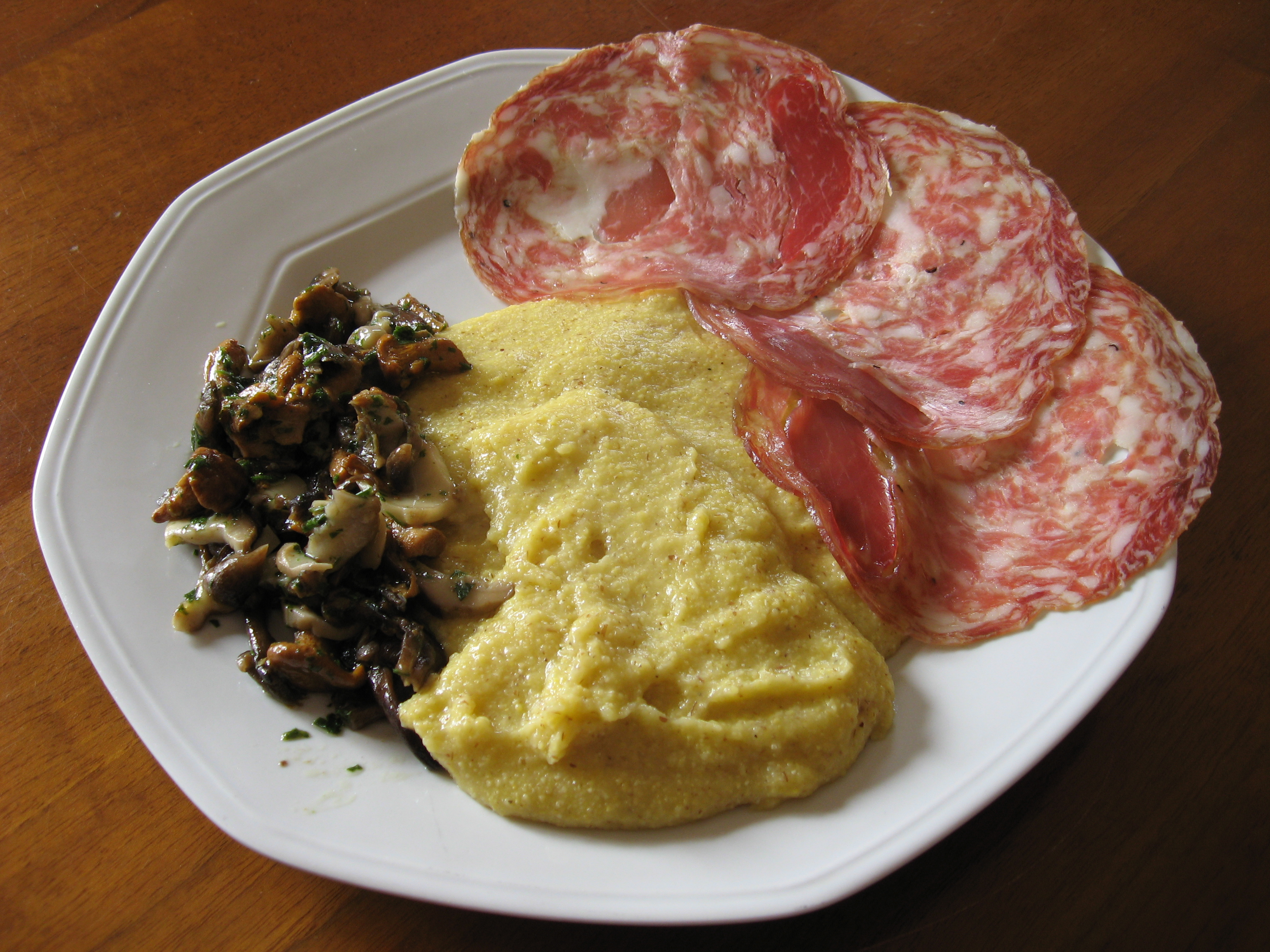
Polenta di farina gialla di Storo con sopressa e funghi.

È una polenta di mais fatta con la farina gialla di Storo ottenuta dalla macinazione del granoturco della varietà Marano.

#### Polenta carbonera

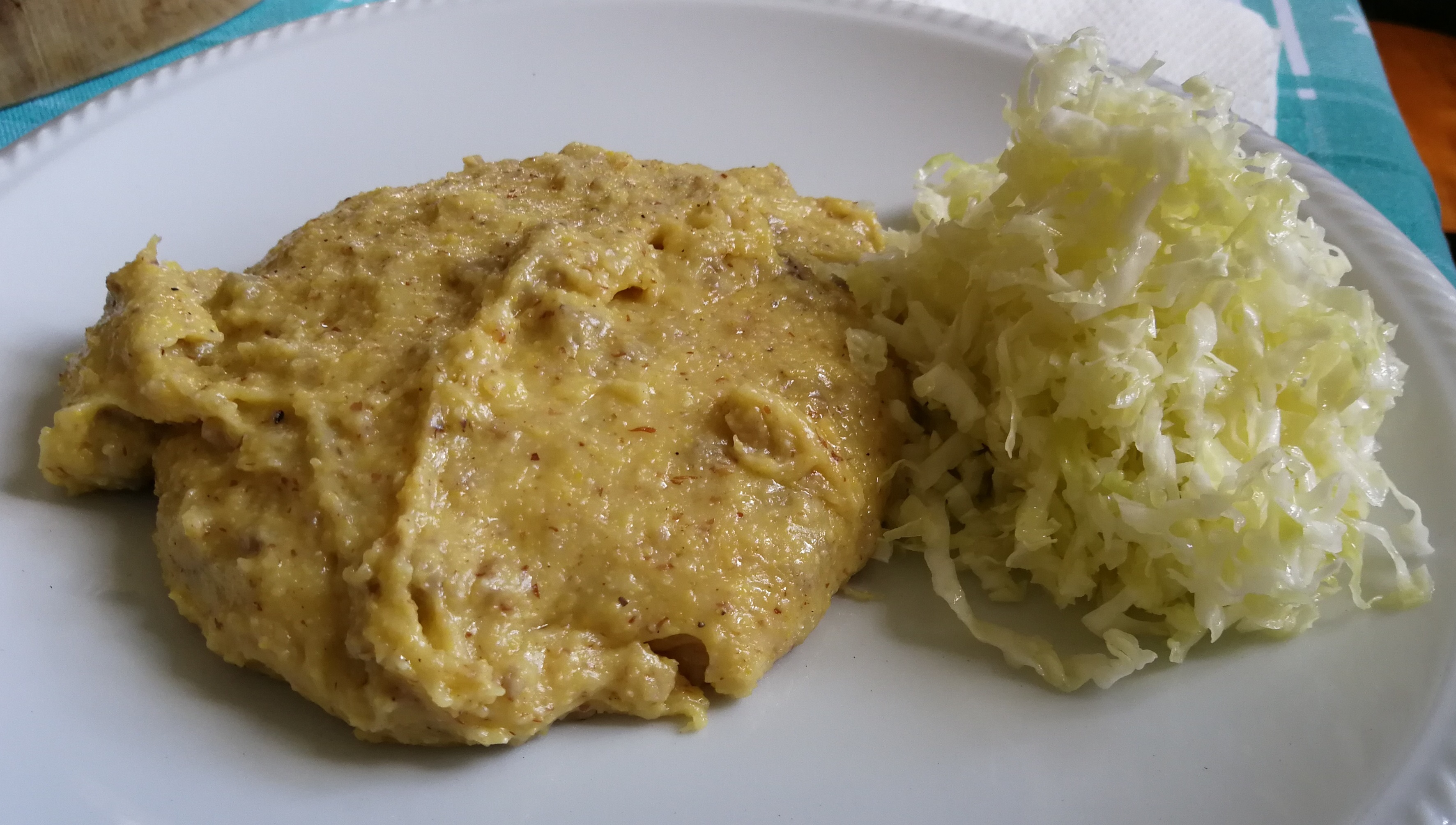
Polenta carbonera di Storo con verze

È una polenta sempre fatta con la farina gialla di Storo con aggiunta di pasta di salame (fatto rosolare nel burro fuso con un bicchiere di vino rosso), burro, e 2 o 3 tipi di formaggio stagionato. Verso fine cottura della polenta si aggiunge il salame rosolato e il formaggio tagliato a cubetti. Attendere che il formaggio sia parzialmente sciolto prima di servire.

### Festività
- 4 maggio: San Floriano, patrono del paese di Storo
- 10 agosto: San Lorenzo, sagra paese di Storo
- Gran Carnevale Storo[15]
- 15 agosto: La Scontrada

## Amministrazione
| Periodo           | Periodo           | Primo cittadino    | Partito                          | Carica  | Note |
| ----------------- | ----------------- | ------------------ | -------------------------------- | ------- | ---- |
| 12 maggio 1985    | 6 maggio 1990     | Fiorindo Malfer    |                                  | Sindaco |      |
| 6 maggio 1990     | 4 giugno 1995     | Fiorindo Malfer    |                                  | Sindaco |      |
| 4 giugno 1995     | 14 maggio 2000    | Olimpio Scaglia    | centro-sinistra                  | Sindaco |      |
| 14 maggio 2000    | 8 maggio 2005     | Settimo Scaglia    | centro-destra                    | Sindaco |      |
| 8 maggio 2005     | 16 maggio 2010    | Settimo Scaglia    | centro-destra                    | Sindaco |      |
| 16 maggio 2010    | 10 maggio 2015    | Vigilio Giovanelli | centro-sinistra                  | Sindaco |      |
| 10 maggio 2015    | 22 settembre 2020 | Luca Turinelli     | lista civica                     | Sindaco |      |
| 22 settembre 2020 | 3 maggio 2025     | Nicola Zontini     | liste civiche di centro-sinistra | Sindaco |      |
| 4 maggio 2025     | in carica         | Nicola Zontini     | liste civiche di centro-sinistra | Sindaco |      |